# Ingerophrynus macrotis
Ingerophrynus macrotis är en groddjursart som först beskrevs av George Albert Boulenger 1887.  Ingerophrynus macrotis ingår i släktet Ingerophrynus och familjen paddor. IUCN kategoriserar arten globalt som livskraftig. Inga underarter finns listade i Catalogue of Life.